# Henrietta Ebert
Henrietta Ebert z domu  Dobler (ur. 15 stycznia 1954 w Kirchmöser, dzielnicy Brandenburg an der Havel) – niemiecka wioślarka reprezentująca NRD, złota medalistka olimpijska i trzykrotna medalistka mistrzostw świata.

## Kariera
Wystąpiła na igrzyskach olimpijskich w Montrealu w 1976, gdzie osada NRD w składzie: Viola Goretzki, Christiane Knetsch, Ilona Richter, Brigitte Ahrenholz, Monika Kallies, Henrietta Ebert, Helma Lehmann, Irina Müller i Marina Wilke (sternik) zdobyła złoty medal w ósemkach. W finale wyprzedziły ZSRR o 2,85 sekundy i osadę USA o 5,36 sekundy. Był to debiut tej konkurencji w programie olimpijskim, tym samym reprezentantki NRD zostały pierwszymi w historii mistrzyniami olimpijskimi w ósemkach kobiet. Był to równocześnie jej jedyny start olimpijski.
W tej samej konkurencji zdobyła również złoto na mistrzostwach świata w Lucernie (1974) i srebro na mistrzostwach świata w Cambridge (1978). W międzyczasie wywalczyła złoto w czwórkach ze sternikiem na mistrzostwach świata w Nottingham (1975). 
Ponadto zajęła drugie miejsce w ósemkach na mistrzostwach Europy w Moskwie (1973). 
W 1976 odznaczona Orderem Zasługi dla Ojczyzny. 
Dwukrotnie zdobywała mistrzostwo kraju: w ósemkach w 1974 i czwórkach ze sternikiem w 1975. Z zawodu była kucharką, pracowała w klubie SC Dynamo Berlin, a następnie w urzędzie dzielnicy Berlin-Köpenick.